# SCAF Tocages Bangui
SCAF Tocages Bangui (Stade Centrafricain Tocages Bangui) ist ein Fußballverein in Bangui, Zentralafrikanische Republik.

## Geschichte
Der 1960 gegründete Verein ist einer der erfolgreichsten seines Landes. Ihm gelang vier Meisterschaften und zwei Pokalsiege. In den afrikanischen Wettbewerben gelang ihnen dagegen bisher kaum Erfolge. 1986 war das Erreichen der 2. Runde der größte bisherige Erfolg in den afrikanischen Wettbewerben.

## Erfolge
- Central African Republic League (4):  1977, 1985, 1989, 2008
- Central African Republic Coupe Nationale (2): 1984, 2001

## Statistik in den CAF-Wettbewerben
| Saison  | Wettbewerb                     | Runde    | Land             | Verein               | Heim | Auswärts         |
| ------- | ------------------------------ | -------- | ---------------- | -------------------- | ---- | ---------------- |
| 1978    | African Cup of Champions Clubs | 1. Runde | Niger            | Olympic FC de Niamey | 1:3  | 1:1              |
| 1985    | African Cup Winners’ Cup       | 1. Runde | Togo             | ASFOSA Lomé          | 3:2  | 0:2              |
| 1986    | African Cup of Champions Clubs | Vorrunde | Äquatorialguinea | Juvenil Reyes Bata   | 4:1  | 2:1              |
|         | African Cup of Champions Clubs | 1. Runde | Gabun            | FC 105 Libreville    | 2:0  | 0:1              |
|         | African Cup of Champions Clubs | 2. Runde | Marokko          | FAR Rabat            | 0:1  | 1:6              |
| 1990    | African Cup of Champions Clubs | Vorrunde | Tschad           | Renaissance FC       | 1:0  | 2:2              |
|         | African Cup of Champions Clubs | 1. Runde | Kamerun          | Racing Bafoussam     | 0:0  | 1:2              |
| 1994    | CAF Confederation Cup          | 1. Runde | Nigeria          | Bendel Insurance     | 1:2  | 1:4              |
| 2002    | African Cup Winners’ Cup       | Vorrunde | Ruanda           | Les Citadins FC      | 3:2  | 0:4              |
| 2009    | CAF Champions League           | Vorrunde | Äquatorialguinea | Akonangui FC         | 1:0  | 0:1 (n. E.: 4:5) |
| 2018/19 | CAF Champions League           | Vorrunde | Mali             | Stade Malien         | 0:1  | 0:4              |